# Hans-Joachim Heusinger

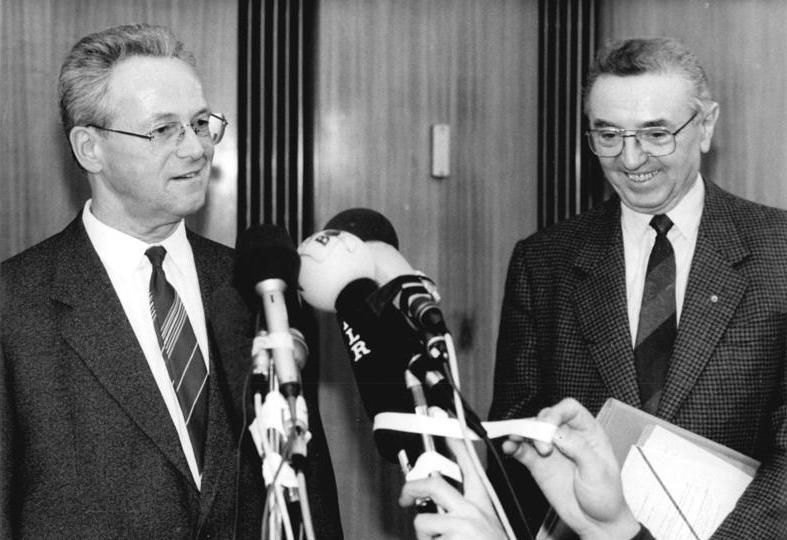
Hans-Joachim Heusinger (po prawej) z Manfredem Gerlachem w grudniu 1989.

Hans-Joachim Heusinger (ur. 7 kwietnia 1925 w Lipsku, zm. 26 czerwca 2019) – niemiecki prawnik i działacz państwowy, wicepremier (1972–1989) i minister sprawiedliwości NRD (1972–1990). 

## Życiorys
W czasie II wojny światowej walczył w Wehrmachcie. Z wykształcenia był elektromechanikiem, pracował w zawodzie (m.in. jako montażysta kabli). W 1947 zaangażował się w działalność w LDPD, zasiadając w jej regionalnych i krajowych władzach (w latach 1959–1973 był sekretarzem zarządu ugrupowania, a w okresie 1972–1980 jego wiceprzewodniczącym). 
W latach 1955–1960 studiował zaocznie w Niemieckiej Akademii Nauki o Państwie i Prawie w Poczdamie. Od 1957 do 1959 pełnił obowiązki dyrektora Izby Przemysłowo-Handlowej w Chociebużu. W 1961 uzyskał mandat posła do Izby Ludowej, gdzie zasiadał w Komisjach Prawnej oraz Przemysłu, Budownictwa i Komunikacji, będąc wiceprzewodniczącym tej ostatniej. W latach 1972–1989 pełnił obowiązki wicepremiera, a w okresie 1972–1990 również ministra sprawiedliwości (do 11 stycznia 1990).